# Dendrobium formosum
Dendrobium formosum är en orkidéart som beskrevs av William Roxburgh och John Lindley. Dendrobium formosum ingår i släktet Dendrobium, och familjen orkidéer. Inga underarter finns listade i Catalogue of Life.

## Bildgalleri

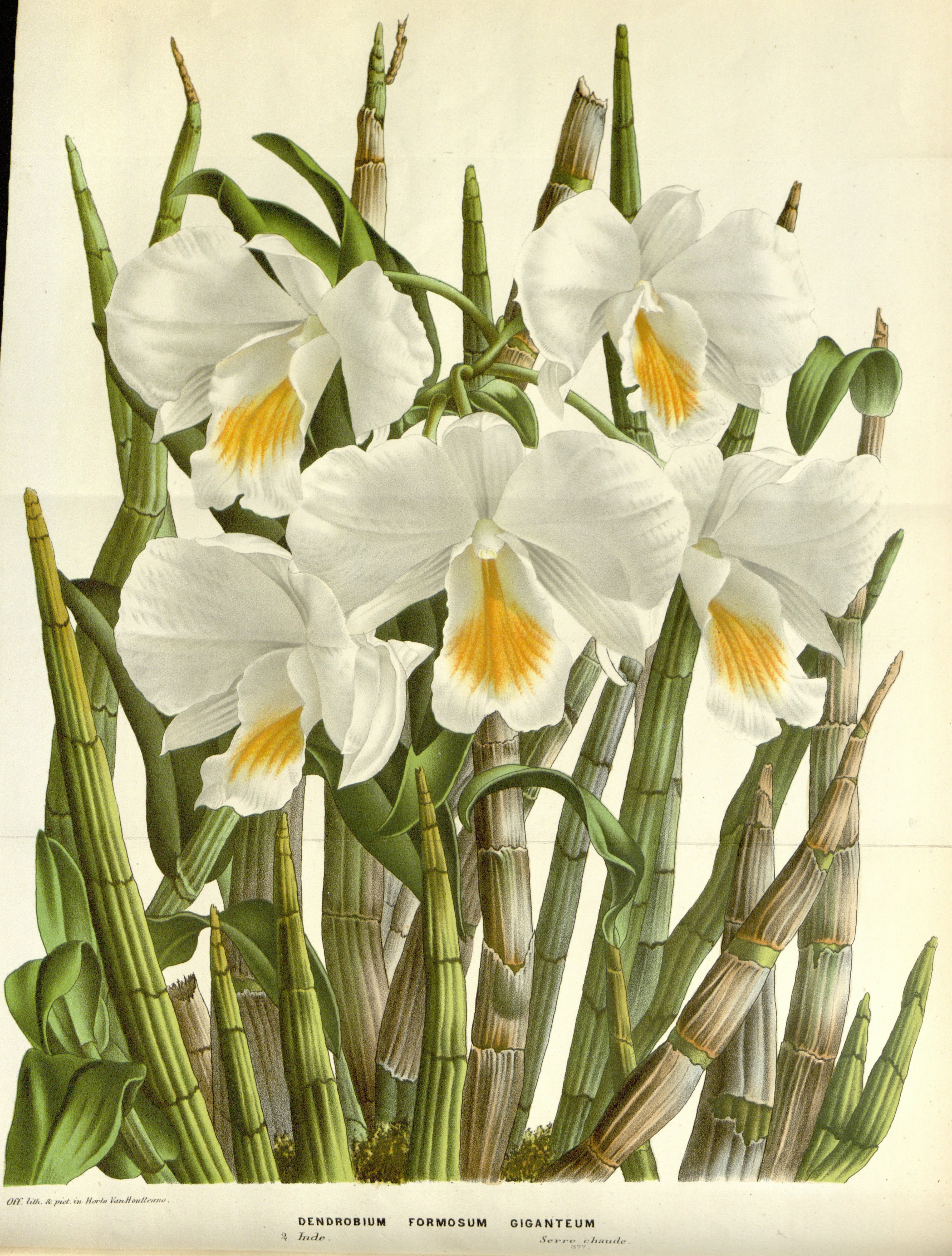